# In The Steps of Romans
In The Steps of Romans ou In the footsteps of the Romans (em búlgaro:  По стъпките на Риммляните e em português: Depois das impressões dos romanos) é uma carreira ciclista por etapas que se celebra no mês de julho na Bulgária realçando o legado romano em dito país.
A primeira edição de correu em 2019 como parte do UCI Europe Tour baixo a categoria 2.2. A carreira faz parte também da Copa Doltcini cujo patrocinador é o fabricante de roupa desportiva búlgaro do mesmo nome.

## Palmarés
| Ano  | Ganhador               | Segundo         | Terceiro     |
| ---- | ---------------------- | --------------- | ------------ |
| 2019 | Polychrónis Tzortzákis | Marko Danilović | Juraj Bellan |

## Palmarés por países
| País   | Vitórias |
| ------ | -------- |
| Grécia | 1        |